# Ragni (singolo)
Ragni è un singolo del cantautore italiano Tananai, pubblicato il 6 settembre 2024 come terzo estratto dal terzo album in studio CalmoCobra.

## Descrizione
Il brano è scritto e prodotto dallo stesso cantautore con Davide Simonetta, in arte d.whale.

## Video musicale
Il video musicale, diretto da Nicolò Bassetto, è stato pubblicato in concomitanza all'uscita del brano attraverso il canale YouTube del cantautore.

## Tracce
Testi e musiche di Alberto Cotta Ramusino e Davide Simonetta.
1. Ragni – 3:30

## Classifiche
| Classifica (2024) | Posizione massima |
| ----------------- | ----------------- |
| Italia            | 16                |